# VAMP2
VAMP2 (англ. Vesicle associated membrane protein 2) – білок, який кодується однойменним геном, розташованим у людей на короткому плечі 17-ї хромосоми. Довжина поліпептидного ланцюга білка становить 116 амінокислот, а молекулярна маса — 12 663.
| 10         |  | 20         |  | 30         |  | 40         |  | 50         |
| ---------- |  | ---------- |  | ---------- |  | ---------- |  | ---------- |
| MSATAATAPP |  | AAPAGEGGPP |  | APPPNLTSNR |  | RLQQTQAQVD |  | EVVDIMRVNV |
| DKVLERDQKL |  | SELDDRADAL |  | QAGASQFETS |  | AAKLKRKYWW |  | KNLKMMIILG |
| VICAIILIII |  | IVYFST     |  |            |  |            |  |            |

A: Аланін

C: Цистеїн

D: Аспарагінова кислота

E: Глутамінова кислота

F: Фенілаланін

G: Гліцин

I: Ізолейцин

K: Лізин

L: Лейцин

M: Метіонін

N: Аспарагін

P: Пролін

Q: Глутамін

R: Аргінін

S: Серин

T: Треонін

V: Валін

W: Триптофан

Кодований геном білок за функцією належить до фосфопротеїнів. 
Задіяний у такому біологічному процесі, як ацетилювання. 
Локалізований у клітинній мембрані, мембрані, клітинних контактах, цитоплазматичних везикулах, синапсах, синаптосомах.